# Championnats du monde de cyclisme sur route 1968
Navigation
Heerlen 1967 Zolder / Brno 1969
Les championnats du monde de cyclisme sur route 1968 ont eu lieu les 31 août et 1er septembre 1968 à Imola en Italie pour les courses en ligne femmes et professionnels, et les 7 et 10 novembre 1968 à Montevideo en Uruguay pour les épreuves olympiques (courses amateurs en ligne et contre-la-montre par équipes).  
À Imola, l'épreuve en ligne élite masculine est une course par élimination, contrôlée et dominée par une forte équipe italienne. Vittorio Adorni remporte à domicile le maillot arc-en-ciel à l'issue d'une échappée en solitaire de quatre-vingt-dix kilomètres, avec une avance sur la ligne d'arrivée de près de dix minutes sur le second, soit le plus grand écart de l'histoire moderne du championnat du monde en ligne professionnel. Chez les dames, c'est une jeune fille d'à peine 19 ans, Keetie Hage, déjà médaillée d'argent à Nürburgring sur cette même course mondiale deux ans plus tôt, qui décroche le titre. Cette victoire est la première pour la championne néerlandaise qui étoffera son palmarès par de nombreux succès, dont un second titre mondial sur route en 1976.  

## Résultats
| Épreuves :                                       | Or                                                                       | Or              | Argent                                                          | Argent       | Bronze                                                                  | Bronze        |
| Épreuves masculines                              |                                                                          |                 |                                                                 |              |                                                                         |               |
| Hommes - course en ligne                         | Vittorio Adorni Italie                                                   | 7 h 27 min 39 s | Herman Van Springel Belgique                                    | + 9 min 50 s | Michele Dancelli Italie                                                 | + 10 min 18 s |
| Hommes - amateurs - course en ligne              | Vittorio Marcelli Italie                                                 | -               | Luiz Carlos Flores Brésil                                       | -            | Erik Pettersson Suède                                                   | -             |
| Hommes - amateurs - contre-la-montre par équipes | Suède Erik Pettersson Gösta Pettersson Sture Pettersson Tomas Pettersson | -               | Suisse Bruno Hubschmid Robert Thalmann Walter Burki Erich Spahn | -            | Italie Vittorio Marcelli Flavio Martini Giovanni Bramucci Benito Pigato | -             |
| Épreuve féminine                                 |                                                                          |                 |                                                                 |              |                                                                         |               |
| Femmes - course en ligne                         | Keetie Hage Pays-Bas                                                     | -               | Bajba Tsaune Union soviétique                                   | -            | Morena Tartagni Italie                                                  | -             |

## Tableau des médailles
| Rang  | Nation           | Or | Argent | Bronze | Total |
| ----- | ---------------- | -- | ------ | ------ | ----- |
| 1     | Italie           | 2  | 0      | 3      | 5     |
| 2     | Suède            | 1  | 0      | 1      | 2     |
| 3     | Pays-Bas         | 1  | 0      | 0      | 1     |
| 4     | Belgique         | 0  | 1      | 0      | 1     |
| 4     | Suisse           | 0  | 1      | 0      | 1     |
| 4     | Brésil           | 0  | 1      | 0      | 1     |
| 4     | Union soviétique | 0  | 1      | 0      | 1     |
| Total | Total            | 4  | 4      | 4      | 12    |